# Rubén Soto Gutiérrez
Rubén Soto Gutiérrez (n. Antofagasta; 12 de octubre de 1920 - f. Calama; 12 de octubre de 2003) fue un  periodista, escritor, profesor, poeta y dirigente político chileno.

## Estudios
Realizó sus estudios superiores en la Escuela Normal de Copiapó (actual Universidad de Atacama), donde se tituló como profesor en 1941. Más adelante, alcanzó el grado de periodista colegiado.

## Labor Educacional
Se recibió como profesor y ejerció su profesión en distintos establecimientos. En la Escuela N.º 1 de Tocopilla (1945-1947); Director de la Escuela N.º 16 de la Oficina Salitrera Prosperidad (1947-1951); ocupando el mismo cargo, en la Escuela N.º 3 América, de Chuquicamata (1951-1968). 
En 1968 asumió como director interino del Departamento de Educación de El Loa.

## Labor Periodística
Por otra parte, trabajó en los periódicos políticos de Tocopilla "Jotane" y "Frente" y fue director y jefe del Departamento Periodístico de la Radio Calama (1965-1968).

## Gestión Parlamentaria
Integró las filas del Partido Radical de Chile. Regidor por la Municipalidad de Calama (1956-1967). 
Elegido Diputado por la agrupación departamental de Antofagasta, Tocopilla, El Loa y Taltal, para el período 1969-1973; integró la Comisión Permanente de Educación Pública y la de Minería. 
Reelecto diputado, por la misma agrupación departamental para el período 1973-1977; continuó integrando la Comisión Permanente de Educación Pública. 
El Golpe militar del 11 de septiembre de 1973, puso término anticipado al período. El Decreto-Ley 27, de 21 de septiembre de ese año, disolvió el Congreso Nacional y declaró cesadas las funciones parlamentarias a contar de la fecha.

### Mociones Parlamentarias
Entre las mociones presentadas que fueron ley, está:
- Ley N.º 17.375, de 27 de octubre de 1970, sobre recursos para las Sedes Universitarias del Norte, de la Universidad Técnica del Estado y de la Universidad de Chile.

## Tras la Dictadura
Perseguido políticamente durante el régimen militar. Se mantuvo en clandestinidad en Calama por varios años antes de salir exiliado del país. Regresó en 1987 para reorganizar las bases radicales en el itinerario para la transición democrática y formó parte activa de la campaña del NO en el plebiscito nacional que puso fin a la Dictadura. 
En Democracia, se dedicó a escribir libretos para la radio "Nueva Carillón" de Calama, en 1990 y Audición Periodística "Primera Columna", en la misma radio, 1993. 
En 1992 se presentó como candidato a alcalde de la comuna de Calama, como independiente, no resultando electo. 
Fue poeta, escritor, profesor, periodista, maestro de generaciones. Obtuvo distinciones literarias en poesía. Miembro de la Sociedad de Escritores de Chile y del Colegio de Periodistas de Chile.

## Historia electoral

### Elecciones parlamentarias 1969
- Elecciones Parlamentarias de 1969 para la 2ª Agrupación Departamental, Antofagasta.[1]

| Candidato                     | Pacto                    | Partido | Votos  | % | Resultado |
| ----------------------------- | ------------------------ | ------- | ------ | - | --------- |
| Eduardo Clavel Amión          | PR                       | PR      | 10 410 | - | Diputado  |
| Hugo Robles Robles            | Frente de Acción Popular | PC      | 8715   | - | Diputada  |
| Juan Floreal Recabarren Rojas | PDC                      | PDC     | 6308   | - | Diputado  |
| Juan Argandoña Cortes         | PDC                      | PDC     | 4964   | - | Diputado  |
| Pedro Araya Ortiz             | PDC                      | PDC     | 3999   | - | Diputado  |
| Mario Riquelme Muñoz          | Frente de Acción Popular | PC      | 3862   | - | Diputado  |
| Rubén Soto Gutiérrez          | PR                       | PR      | 2310   | - | Diputado  |

### Elecciones parlamentarias de 1973
- Elecciones parlamentarias de 1973 - Diputados para la 2ª Agrupación Departamental (Antofagasta, Tocopilla, El Loa y Taltal)

| Candidato                     | Pacto | Partido | Votos   | %     | Resultado |
| ----------------------------- | ----- | ------- | ------- | ----- | --------- |
| Pedro Araya Ortiz             | CODE  | PDC     | 9847    | 9,10  | Diputado  |
| Cesáreo Castillo Michea       | CODE  | PDC     | 11 654  | 10,77 | Diputado  |
| Floreal Recabarren Rojas      | CODE  | PDC     | 8904    | 8,23  |           |
| Eduardo Clavel Amión          | CODE  | PIR     | 2534    | 2,34  |           |
| Aníbal Rodríguez Correa       | CODE  | PN      | 4518    | 4,18  |           |
| Arturo Alessandri Besa        | CODE  | PN      | 14 618  | 13,51 | Diputado  |
| Carlos Carmona Álvarez        | CODE  | PADENA  | 141     | 0,13  |           |
| Rubén Soto Gutiérrez          | UP    | PR      | 8078    | 7,47  | Diputado  |
| Domingo Claps Gallo           | UP    | PS      | 13 678  | 12,64 | Diputado  |
| Alejandro Rodríguez Rodríguez | UP    | PS      | 7303    | 6,75  |           |
| Vilma Rojas Alfaro            | UP    | PC      | 12 132  | 11,21 | Diputada  |
| Hugo Robles Robles            | UP    | PC      | 11 854  | 10,96 | Diputado  |
| Cosme Morgado                 | UP    | IND     | 1397    | 1,29  |           |
| Leonardo Jeffs Castro         | UP    | IND     | 319     | 0,29  |           |
| Carlos Alfaro Olivares        |       | USOPO   | 451     | 0,42  |           |
| Osvaldo Carrasco Salfate      |       | USOPO   | 85      | 0,08  |           |
| Enrique Campdelacreu Barrios  |       | USOPO   | 152     | 0,14  |           |
| Eulogio Moyano Moyano         |       | USOPO   | 399     | 0,37  |           |
| Óscar Veloso Novoa            |       | USOPO   | 126     | 0,12  |           |
| Total de votos válidos        |       |         | 108 190 |       |           |

Fuente: El Mercurio, 6 de marzo de 1973